# Лочмелис, Данс
Данс Лочмелис (латыш. Dans Ločmelis; род. 21 января 2004) — латышский профессиональный хоккеист, нападающий клуба АХЛ «Провиденс Брюинз». Игрок сборной Латвии по хоккею с шайбой. Бронзовый призёр чемпионата мира 2023 года.

## Клубная карьера
После нескольких лет, проведённых в Швеции в составе «Лулео», сезон 2023/2024 годов Данс начал в команде Университета Массачусетса. В 2022 году «Бостон Брюинз» выбрал латыша на драфте НХЛ под 119-м номером.
В конце сезона 2024/2025 годов, 1 апреля 2025 года, подписал трёхлетний контракт начального уровня с «Бостон Брюинз». Был переведён в «Провиденс Брюинз» из Американской хоккейной лиги (АХЛ). Лочмелис отлично проявил себя в конце сезона в составе «Провиденс».

## Карьера в сборной
С 2021 года привлекается в различные юношеские и молодёжные составы сборной Латвии. Играл на трёх молодёжных чемпионатах мира в 2022, 2023 и 2024 годах.
С 2023 года выступает в первом составе сборной Латвии по хоккею. Стал обладателем бронзовой медали чемпионата мира 2023 года, на том турнире сыграл 9 матчей, забил 2 гола и сделал 1 результативную передачу. В 2024 году вновь стал участником чемпионата мира, где его сборная стала только 9-й.
В 2025 году Данс Лочмелис был включён в состав первой сборной для участия в чемпионате мира, который проходил в Швеции и Дании. В первом же поединке против Франции забил две шайбы.